# The Dicks
A The Dicks (vagy egyszerűen csak Dicks) amerikai hardcore punk együttes volt a texasi Austin-ból. Először 1980-tól 1986-ig működtek, majd 2004-től 2016-ig.

## Tagok
- Gary Floyd – ének (1980–1986, 2004–2016)
- Buxf Parrott – basszusgitár, gitár, ének (1980–1983, 2004–2016)
- Pat Deason – dob (1980–1983, 2004–2016)
- Glen Taylor - gitár, basszusgitár (1980–1983, 1997-ben elhunyt)
- Debbie Gordon – menedzser (1982–1986)
- Tim Carroll – gitár (1983–1986)
- Lynn Perko – dob (1983–1986)
- Sebastian Fuchs – basszusgitár, ének (1983–1986)
- Mark Kenyon – gitár (2004–2016)
- Brian Magee – gitár (2004–2005, 2016)
- Davy Jones - gitár (2005–2015, 2015-ben elhunyt)

## Diszkográfia
- Kill from the Heart (1983)
- These People (1985)

## Egyéb kiadványok
10"
- Ten Inches 10" (2006)

Koncert albumok
- Live at Raul's Club LP (1980)
- Dicks Live! Hungry Butt (2006)

Kislemezek, EP-k
- Hate The Police 7" (1980)
- Peace? 7" EP (1984)
- Live At Raul's 2x7" (1992)
- Hog 7" (2006)

Válogatáslemezek
- 1980-1986 (1997)